# 호세 오르테가 이 가세트

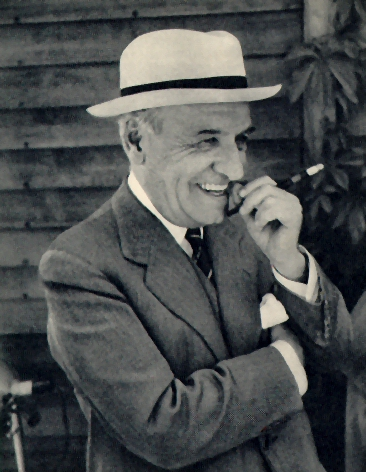
호세 오르테가 이 가세트

호세 오르테가 이 가세트(스페인어: José Ortega y Gasset, 1883년 5월 9일 ~ 1955년 10월 18일)는 스페인의 철학자이다. 프리드리히 니체와 현재의 실존주의 중간쯤에 위치하는 철학자로써 사상은 관념주의적 '생의 철학'에 기반을 두고 있다. 대표적인 저작으로는 《대중의 봉기》가 있으며 스페인 문화 발전에 많은 기여를 하였다.

## 생애
호세 오르테가 이 가세트는 1883. 5. 6 마드리드에서 출생했다. 그의 아버지는 El Imparcial 신문의 임원이었다. 그의 가족은 진보적이고 교육을 받은 부르주아로써 오르테가의 행동주의에 큰 영향을 주었다. 가세트는 마드리드 대학교에서 철학과를 전공한 후 박사학위를 취득하고 독일로 유학을 가 헤르만 코헨, 게오르크 지멜, 빌헬름 분트 등에게 가르침을 받았으며, 헤르만 코헨의 신 칸트 철학과 파울 나토르프에 사상적 영향을 받았다.
1908년 스페인으로 돌아와 마드리드에서 논리학과 윤리 교육을 가르치다가 1910년 27세의 나이로 마드리드 대학교 형이상학 정교수로 취임한다. 《낙원의 아담》 (1910), 《돈키호테의 성찰》 (1914) 《현대의 주요문제》 (1923) 등의 저작을 발표하고 이쯤에서 신 칸트학파와 결별하였다. 그 후 《에스파냐》 (1915) 《솔》 (1917) 《레비스타 데 옥시텐데》(1923) 등의 정기 간행물을 발간했다.
1931년 스페인 공화국 성립시에 제헌의회의 대의사(代議士)로 선출되지만 정치에 곧 실망하고 포기한다. 1936년 스페인 내전 발발과 함께 자진 망명(프랑스, 네덜란드, 아르헨티나, 포르투갈에 체류)하였다가 제 2차 세계대전 말에 스페인으로 1945년 귀국하였다. 1948년에 마드리드로 돌아와 인문학 연구소를 세웠으며 7년뒤인 1955년에 사망하였다.

## 철학
'생의 철학'은 크게 '실증주의적(實證主義的) 생의 철학'과 '관념주의적(觀念主義的) 생의 철학'으로 나뉠 수 있는데, 그의 철학은 정신적인 삶의 힘을 강조하는 관념주의적에 가깝다. 프리드리히 니체, 빌헬름 딜타이의 계통을 잇는 '생의 철학'에 근원을 두었으며, 그에 철학을 김상준은 다음과 같이 요약 하였었다.
첫째, 오르테가 철학의 근본원리는 ‘삶’에 있다. 즉 ‘삶’ 특히 ‘인간의 삶’만이 근본실재라는 것이다. 그러므로 그의 따르면 물리학의 실재(reality)인 물질이나 수학에서의 실재의 수, 실재론에서의 실재인 사물이나 관념론에서의 실재인 자아(ego)도 근본실재가 아니다. 왜냐하면 이런 실재들이 근본실재가 되기 위해서는 다른 어떤 실재들 보다도 우선해야 하지만 그 어떤 것도 인간의 삶보다 우선할 수 없기 때문이다. 따라서 근본실재인 ‘삶’은 다른 실재들의 근원을 이루는 것이며 그 뿌리를 결국 인간의 삶에 두고 있다는 것이다.
둘째, 오르테가는 근본 실재로써 인간의 삶은 ‘우리가 지금 행하는 것’이고 ‘우리에게 일어나는 것’이라고 규정하고 네 가지의 속성을 가지고 있다고 보았다. 그 속성은 개인적이고, 환경적이고, 양도불가능하고, 책임적이다.
셋째 오르테가에 의하면 인간은 고독한 존재이다. 인간은 드라마이다. 인간은 세계 속에서 살아가며 그 세계를 인간화 한다. 인간은 역사를 만들어간다. 인간은 무한한 가능적 조형자이다. 인간은 자유롭고 창조적이다. 인간은 사회속에서 다른 사람과 함께 더불어 살아간다. 인간은 자신의 고유한 내면 세계를 갖고 있는 존재이다. 그리고 이 인간은 삶의 시간적 차원인 역사와 공간적 차원인 세계 속에서 타자와 함께 더불어 살아가는 존재이다.
넷째, 오르테가의 인간을 교육과 관련지어 보면, 그가 바라는 진정한 교육은 교육을 받는 학생이 그의 삶에서 진실로 바라는 것, 이루고자 하는 것을 이끌어 주는 것이다. 즉 교육 받는 학생에게 외적인 필요에 따라 교육시킬 것이 아니라 자신의 진실하고 생생한 욕망과 필요에 관심을 갖도록 이끌어 주는 것이 진정한 교육이다. 또한 오르테가는 특히 창조적인 개인을 길러내는 교육을 강조한다.

결국 오르테가의 철학은 근본실재인 ‘삶’을 간과하고 ‘인간’을 인간답게 교육하고 있지 못한 오늘 우리 상황을 일깨우고, 우리로 하여금 ‘여기’ 그리고 ‘지금’ 인간 삶의 근본적 목표를 추구하도록 촉구하고 있다고 하겠다.

#### 예술의 비인간화
사회학적 관점에서 현대 예술을 연구해보려는 시도에서 쓰여진 글이다. 도덕 관념이 시대에 따라 변하듯이 예술 경향도 시대적 질서에 순응하여 변화해 가야 한다는 입장을 취하고 있다. 인간적 감정으로부터 벗어나려는 신예술의 경향이 바로 오르테가가 말하는 예술의 비인간화이다.

#### 대중의 봉기
1930년 현대 스페인의 생철학자 호세 오르테가 이 가세트의 문화철학상 주저로서 대중사회론의 개척자라고도 할 수 있는 이 책에 의해 그의 명성은 세계적인 것이 되었다. 오르테가에 의하면 평균인 대중(平均人大衆)에 의해 지배되고 있는 것이 현대사회의 특징이지만, 원래 비속하고 나태한 대중은 조리있는 교섭에 의해 사태를 해결하려고 하는 것을 싫어해서 성급하게 폭력과 직접행동에 호소하려고 하는 경향이 있다. 이는 단지 정치상의 위험을 초래할 뿐만 아니라 인격적 가치에 대한 위협이기도 하므로 본래의 지배적 권위의 소유자인 엘리트(選良)의 지배권을 회복하여 대중으로 하여금 그들의 지도에 따르도록 하는 것이 급선무라고 주장한다.

## 영향
1910년 형이상학 교수로 취임한 이후부터 왕성한 평론 활동을 전개하였는데 특히 주재지(主宰誌) 『서유럽 평론』(Revista de Occidente)은 스페인 문화권에 영향을 미쳤다.
또한 동시대 유럽 정치 상황을 비판하고 당대의 사회상을 나타낸 『대중의 봉기』은 20세기 스페인의 문화와 문학의 부흥에 큰 영향을 끼쳤다.

## 저서
- 돈키호테의 성찰
  - Meditaciones del Quijote (Meditations on Quixote, 1914)
  - 한국어 번역: 신정환 옮김, 《돈키호테 성찰》, 을유문화사, 2017년 7월 30일
- 현대의 주요문제
  - El tema de nuestro tiempo (The theme of our time, 1923)
- 예술의 비인간화
  - La deshumanización del Arte e Ideas sobre la novela (The Dehumanization of art and Ideas about the Novel, 1925)
- 대중의 봉기 (대중의 반역, 대중의 반란)
  - La rebelión de las masas (The Revolt of the Masses, 1930)
- 삶의 의미
  - ¿Qué es conocimiento? (What is knowledge? Published in 1984, covering three courses taught in 1929, 1930, and 1931, entitled, respectively: "Vida como ejecución (El ser ejecutivo)" -- "Life as execution (The Executive Being)", "Sobre la realidad radical" -- "On radical reality" and "¿Qué es la vida?" -- "What is life?")
- 형이상학 강의
  - Unas lecciones de metafísica (Some lessons in metaphysics, course given 1932-33, published 1966)
- 사랑에 관한 연구
  - Estudios sobre el amor (1940)

## 참고 문헌
- 스페인문학사(대우학술총서 인문사회과학 44) : 김현창, 민음사, 1990

- 스페인문학사 : 박철 편저, 삼영서관, 1989

- 호세 오르테가 이 가세트 철학에 있어서의 ‘인간’의 의미에 관한 연구 : 김상준, 국민윤리교육 1994

- José Ortega y Gasset : Antón Donoso·Harold C. Raley, 1986

- José Ortega y Gasset : Franz Niedermayer, 1973

- Bibliografia de Ortega : Udo Rukser, Revista de Occidente, 1971

- El sistema de Ortega y Gasset : Ciriaco Morón Arroyo, Ediciones Alcalá, 1968

- Perspectiva y verdad : Antonio Rodriguez, Revista de Occidente, 1966

- Ortega y Gasset：An Outline of His Philosophy : José Ferrater Mora, Yale Univ. Press, 1963

- Ortega y Gasset, critique d'Aristote : Alain Guy, Privat, 1963

- Obras completas, 11 vol. : José Ortega y Gasset, Revista de Occidente, 1946-69

- Circunstancia y vocación : Julián Marias Aquilera, Revista de Occidente, 1960

- Die Kultur und Gesellschaftsethik José Ortega y Gassets : Galen von Brigitta, Kerle, 1959

## 같이 보기
- 딜타이
- 생의 철학